# Marvin Andrew Harder
Marvin Andrew Harder (* 10. Oktober 1921 in Hillsboro, Kansas; † 26. Februar 1993 in Lawrence, Kansas) war ein US-amerikanischer Politologe.

## Leben
Er erwarb an der Columbia University den Ph.D. Der Sohn von Menno and Katherine Weins Harder lehrte 44 Jahre Politikwissenschaft, davon 27 Jahre an der Wichita State University und 16 Jahre als Professor an der University of Kansas.

## Schriften (Auswahl)
- The tidelands controversy. Wichita 1949, OCLC 1834399.
- Nonpartisan election. A political illusion?. New York 1958, OCLC 3232611.
- mit Raymond G. Davis: The legislature as an organization. A study of the Kansas Legislature. Lawrence 1979, ISBN 0-7006-0187-2.
- mit Russell Wallace Getter: Electoral politics in Kansas. A historical perspective. Topeka 1983, OCLC 10608098.